# Ма Дон Сок
Ма Дон Сок (кор. 마동석; нар. 1 березня 1971, Сеул) — південнокорейський актор. Завдяки другорядній ролі у фільмі «Потяг до Пусана» Дон Сок став володарем премії KOFRA Film Awards. У 2018 році він був визнаний «актором року» згідно з опитуванням Gallup Korea's Film Actor of the Year.

## Біографія

### Ранні роки
Ма народився 1 березня 1971. Його сім'я емігрувала до Сполучених Штатів Америки, де актор отримав американське громадянство. Актор жив у штаті Огайо і навчався у Columbus State Community College. Потім він повернувся до Південної Кореї.

### Акторська кар'єра
Дон Сок прославився другорядними ролями у фільмах «Нечесна угода» (2010), «Сусід» (2012) та «Безім'яний гангстер» (2012). Він також зіграв головні ролі у фільмах «Секс-іграшка» (2013), «Вбивця» (2014) та «Один за одним» (2014).
У 2013 році він отримав приз «Крадій серець» («Scene Stealer Prize») на 17-му Міжнародному фестивалі фантастичних фільмів у Пухчоні. У 2017 році актор удостоївся премії Корейської Асоціації кінокритиків KOFRA Film Awards за роль другого плану у фільмі «Потяг до Пусана» (2016).

## Фільмографія

### Ролі у кіно
| Рік  | Фільм                               | Роль                                 |
| ---- | ----------------------------------- | ------------------------------------ |
| 2005 | «Небесний легіон»                   | Хван Сан Ук                          |
| 2008 | «Місячне світло Сеула»              | Чхан У                               |
| 2008 | «Хороший, Поганий, Дивний»          | Гом (Ведмідь)                        |
| 2009 | «Скандал в Інсадоні»                | Сан Бок                              |
| 2009 | «Державний представник»             | (камео)                              |
| 2010 | «Північ FM»                         | Сон Док Те                           |
| 2010 | «Нечесна угода»                     | Ма Де Хо                             |
| 2010 | «Спробуй згадати»                   | Син Хван                             |
| 2011 | «Спритний»                          | Кім Чжу Чхоль                        |
| 2011 | «Біль»                              | Бом Но                               |
| 2011 | «Ідеальна гра»                      | Пак Ман Су                           |
| 2012 | «Нескінченна історія»               | водій евакуатора (камео)             |
| 2012 | «Королева танцю»                    | гей (камео)                          |
| 2012 | «Безіменний Гангстер: Правила часу» | Пімп Кім                             |
| 2012 | «Книга Судного дня»                 | зомбі у шкільній формі               |
| 2012 | «Сусід»                             | Ан Хьок Мо                           |
| 2012 | «Кохання 911»                       | капітан пожежної частини             |
| 2013 | «Новий світ»                        | керівник секції Джо (камео)          |
| 2013 | «Секс-іграшка»                      | Лі Чан Хо                            |
| 2013 | «Аджума»                            | детектив Ма                          |
| 2013 | «Пристрасне прощання»               | Му Сон                               |
| 2013 | «Містер Гоу»                        | бейсбольний коментатор (камео)       |
| 2013 | «Грип»                              | Чон Гук Хван                         |
| 2013 | «Ніч напередодні весілля»           | Гьон Хо                              |
| 2013 | «Груба гра»                         | «Наполегливий», ватажок банди        |
| 2013 | «П'ятеро»                           | Чан Де Хо                            |
| 2014 | «Вбивця»                            | Чу Хьоп                              |
| 2014 | «Один за одним»                     | керівник групи «Тінь»                |
| 2014 | «Кундо: Епоха небезпеки»            | Чунбо                                |
| 2014 | «Королівський кравець»              | Пан Су                               |
| 2015 | «Хроніки зла»                       | детектив О                           |
| 2015 | «Ветеран»                           | людина у спортивному костюмі (камео) |
| 2015 | Пастка                              | Пак Сон Чхоль                        |
| 2016 | «Прощавай, самотнє життя»           | Пак Пьон Гу                          |
| 2016 | «Потяг до Пусана»                   | Сан Хва                              |
| 2016 | «Двоє»                              | Хьон Сок                             |
| 2017 | «З Богами: Два світи»               | Бог будинку (спеціальна поява)       |
| 2017 | «Мер»                               | священик (камео)                     |
| 2017 | «Кримінальне місто»                 | Ма Сок До                            |
| 2017 | «Братани»                           | Лі Сок Бон                           |
| 2018 | «Чемпіон»                           | Марк                                 |
| 2018 | «Поряд з богами: Останні 49 днів»   | Бог будинку                          |
| 2018 | «Чудовий привид»                    | Чан Су                               |
| 2018 | «Провінціали                        | Йок Гі Чхоль                         |
| 2018 | «Непримиренний»                     | Кан Дон Чхоль                        |
| 2019 | «Гангстер, поліцейський, диявол»    | Чан Дон Су                           |
| 2019 | «Погані хлопці: Влада хаосу»        | Пак Ун Чхоль                         |
| 2019 | «Виверження»                        | доктор Кан Бон Ре                    |
| 2019 | «Хай живе король»                   | Ведмідь Гванджу (спеціальна поява)   |
| 2019 | «Стартап»                           | Ко Сок                               |
| 2021 | «Вічні»                             | Гільгамеш                            |
| 2022 | «Кримінальне місто 2»               | Ма Сок До                            |
| 2022 | «Люди з пластику»                   | Де Гук                               |
| 2023 | «Кримінальне місто 3»               | Ма Сок До                            |

### Телевізійні серіали
| Рік  | Назва               | Роль                       | Мережа   |
| ---- | ------------------- | -------------------------- | -------- |
| 2007 | «H.I.T»             | Нам Сон Сік                | MBC      |
| 2008 | «Грабіжник»         | Чон Гу                     | SBS      |
| 2009 | «Проковтнути сонце» | Лі Кан Ре                  | SBS      |
| 2010 | «Лікар Чамп»        | О Чон Де                   | SBS      |
| 2011 | «Я також, Квітка!»  | детектив (камео)           | MBC      |
| 2012 | «Квітковий гурт»    | вчитель                    | tvN      |
| 2014 | «Погані хлопці»     | Пак Ун Чхоль               | OCN      |
| 2015 | «Восьме чуття»      | охоронець в клубі          | Нетфлікс |
| 2016 | «Загін 38»          | Пек Сон Іль / Пак Ун Чхоль | OCN      |

## Нагороди
| Рік  | Нагорода                                                      | Категорія                  | Робота                    | Результат | Прим.  |
| ---- | ------------------------------------------------------------- | -------------------------- | ------------------------- | --------- | ------ |
| 2012 | 33-тя Кінопремія Блакитний дракон                             | Кращий актор другого плану | «Сусід»                   | Номінація |        |
| 2013 | 49-та Премія мистецтв Пексан                                  | Кращий актор другого плану | «Сусід»                   | Перемога  | [ 11 ] |
| 2013 | 22-га Кінопремія Буїль                                        | Кращий актор другого плану | «Сусід»                   | Номінація |        |
| 2013 | 17-й Пучхонський міжнародний фестиваль фантастичного кіно     | It Award                   | Н/Д                       | Перемога  |        |
| 2016 | 5-та Премія «Зірок МААТР»                                     | Кращий актор другого плану | «Загін 38»                | Номінація |        |
| 2016 | 25-та Кінопремія Буїль                                        | Кращий актор другого плану | «Прощавай, самотнє життя» | Номінація |        |
| 2016 | 37-ма Кінопремія Блакитний дракон                             | Кращий актор другого плану | «Потяг до Пусана»         | Номінація |        |
| 2017 | 8-ма Кінопремія KOFRA                                         | Кращий актор другого плану | «Потяг до Пусана»         | Перемога  | [ 12 ] |
| 2017 | 11-та Азійська кінопремія                                     | Кращий актор другого плану | «Потяг до Пусана»         | Номінація |        |
| 2017 | 53-тя Премія мистецтв Пексан                                  | Кращий актор другого плану | «Потяг до Пусана»         | Номінація |        |
| 2017 | 22-га Премія мистецького кіно Чунса                           | Кращий актор другого плану | «Потяг до Пусана»         | Номінація |        |
| 2018 | Премія Golden Egg                                             | Кращий актор               | «Кримінальне місто»       |           | [ 13 ] |
| 2018 | 54-та Премія мистецтв Пексан                                  | Найкращий кіноактор        | «Кримінальне місто»       | Номінація | [ 14 ] |
| 2018 | 23-тя Премія мистецького кіно Чунса                           | Кращий актор               | «Кримінальне місто»       | Номінація | [ 15 ] |
| 2018 | 2nd Korea China International Film Festival                   | Кращий актор               | «Кримінальне місто»       | Перемога  | [ 16 ] |
| 2022 | Премія Чудовий артист (Фонд мистецтв і культури Шін Ян Кьона) | Кіноартист                 | «Кримінальне місто 2»     | Перемога  | [ 17 ] |
| 2022 | 9-та Премія корейської асоціації кінопродюсерів               | Кращий актор               | «Кримінальне місто 2»     | Перемога  | [ 18 ] |
| 2022 | Премія Kinolights                                             | Актор року                 | «Кримінальне місто 2»     | 5-й       | [ 19 ] |